# Austral-Inseln
Die Austral-Inseln, französisch Îles Australes sind eine Inselgruppe im südlichen Pazifischen Ozean. Sie gehören politisch zu Französisch-Polynesien und damit zu den französischen Überseegebieten (Collectivités d'outre-mer, COM).

## Geographie
Die Austral-Inseln liegen südlich der Gesellschaftsinseln und bilden den südlichsten Archipel Französisch-Polynesiens. Sie gliedern sich in zwei Gruppen: Die Tubuai-Inseln im Nordwesten und die Bass-Inseln im Südosten. Zur Inselgruppe gehören geografisch von West nach Ost:
Tubuai-Inseln:
- Ilôts Maria oder auch Hull
- Rimatara
- Rurutu
- Tubuai
- Raivavae

Bass-Inseln:
- Rapa oder Rapa Iti
- Marotiri oder auch Bass Rocks

Sowohl aus wirtschaftlicher als auch aus geografischer Sicht ist die Gruppe aus sieben weit auseinanderliegenden Inseln der kleinste der fünf Archipele Französisch-Polynesiens. Die Hauptinsel ist Tubuai.

### Geologie
Die Austral-Inseln bilden eine Kette von sieben Inseln, die sich von Südost nach Nordwest erstreckt. Sie sind das Produkt eines Hot Spot unter dem immer noch aktiven Macdonald-Seamount, der sich 338 Kilometer ostsüdöstlich der Bass Rocks (Marotori) bis ca. 40 m unter den Meeresspiegel erhebt. Die geologisch ältesten, mehr erodierten und zerklüfteten Inseln liegen im Nordwesten, die jüngeren im Südosten der Kette. Das geologische Alter der basaltischen Gesteine reicht von 28,6 Mio. Jahren auf Rimatara im Nordwesten bis zu 3,3 Mio. Jahren auf Marotiri im Südosten.
Marotiri, die jüngste Insel, ist lediglich eine Gruppe von schroffen, vulkanischen Felsen ohne schützendes Korallenriff. Maria hingegen, die älteste, ist ein Atoll, dessen vulkanische Zentralinsel bereits vor langer Zeit im Meer versank, sodass nur vier Motus übriggeblieben sind. Die übrigen Inseln sind klassische Atolle mit einer Zentralinsel, einem Korallenriff und einem Saum von Koralleninseln in den verschiedenen Stadien der Entwicklung.

### Vegetation
Die Flora der Austral-Inseln wurde bereits von den polynesischen Ureinwohnern grundlegend verändert. Eine altheimische, weitgehend unzerstörte Vegetation findet man auf dem unbewohnten Atoll Maria. Auch auf Rapa gibt es in unzugänglichen Steillagen noch geringe Reste des ursprünglichen Bergregenwaldes.
Auf den vier größten Inseln (Rapa, Raivavae, Tubuai und Rurutu) wird die Vegetation von Sekundärwuchs dominiert. Die Strandvegetation unterscheidet sich kaum von der anderer pazifischer Inselgruppen, ist jedoch weniger artenreich. In den wenigen, vom Menschen ungestörten Bereichen dominieren Pisonia grandis, Heliotropen der Art Heliotropium arboreum (Synonyme: Argusia argentea, Tournefortia argentea) und Pandanus tectorius mit buschigen und kriechenden Pflanzen als Vor- und Unterwuchs.
In den niederen Lagen, außerhalb der kultivierten Flächen, finden sich Dickichte von Hibiscus tiliaceus. Die wahrscheinlich von den Europäern eingeführte Guave (Psidium guajava) hat sich ebenfalls stark verbreitet und bildet ausgedehnte, verfilzte Bestände bis in die mittleren Lagen. Große Bereiche sind jedoch durch frühere Brandrodungen geschädigt und von Ziegen abgeweidet, und es haben sich offene Graslandschaften mit wenigen, niedrigwachsenden Bäumen gebildet. In engen und feuchten Spalten haben sich dichte Bestände von Farnen angesiedelt. Die höheren Lagen im Windschatten der Berge sind stellenweise arid.

### Klima
Das Klima ist tropisch bzw. subtropisch-feucht, allerdings im Vergleich zu den weiter nördlich gelegenen polynesischen Inseln relativ kühl, da die Austral-Inseln nördlich und südlich des Wendekreises des Steinbocks und damit im Grenzbereich der tropischen Klimazone liegen. Die Inseln Raivavae, Rapa und Marotiri liegen bereits in den Subtropen.
Die Jahreszeiten sind nicht sehr ausgeprägt. Die Temperaturen schwanken nur in geringem Umfang und die Regenmengen sind über die Monate relativ gleich verteilt. Die Tagestemperaturen sind selbst bei den weiter nördlich gelegenen Inseln selten höher als 30 °C. Bei den weiter südlich gelegenen Inseln des Archipels können die Nachttemperaturen gelegentlich sogar unter 15 °C fallen.
Für die Insel Rapa, die südlichste bewohnte Insel des Archipels, liegen folgende Jahresdurchschnittsdaten vor:
- Temperatur 20,7 °C,
- Jahresregenmenge 2787 mm

## Geschichte
Die Vorgeschichte der Austral-Inseln liegt weitgehend im Dunkeln, da bisher nur wenige archäologische Grabungen stattgefunden haben.:349 Der Zeitpunkt der Erstbesiedlung ist unklar, denn es liegen kaum Radiokarbondatierungen vor. Wegen der Randlage im Polynesischen Dreieck ist jedoch zu vermuten, dass die Austral-Inseln relativ spät besiedelt wurden, wahrscheinlich von den Gesellschaftsinseln, möglicherweise auch von Mangareva oder den Cookinseln. Verwandtschaftliche Beziehungen der Adelsfamilien der Austral-Inseln mit Clans der Gesellschaftsinseln sind belegt, so rühmte sich Häuptling Tamatoa von Tubuai seiner Abstammung von einem Ariki der Insel Raiatea. Der amerikanische Archäologe Patrick Vinton Kirch geht sogar so weit, die Austral-Inseln, die südlichen Cook-Inseln und die Gesellschaftsinseln als einen großen Kulturraum anzusehen.:245 Der neuseeländische Archäologe Atholl John Anderson nimmt an, die Insel Rapa sei um 1200 n. Chr. besiedelt worden.
Bei Atiahara an der Nordküste von Tubuai wurde ab 1995 unter der Leitung des amerikanischen Archäologen Mark Eddowes eine strandnahe Siedlung ausgegraben, vermutlich aus einer sehr frühen Siedlungsphase. Die Nahrungsreste aus Abfallgruben legen nahe, dass sich die Bewohner hauptsächlich von Meeresfrüchten (Fischen, Muscheln, Krustentieren) aus der Lagune ernährt haben. Als weitere Nahrungstiere dienten Schweine, Hühner und die Pazifische Ratte. Die Verarbeitung von Muschelschalen, wahrscheinlich auch für den Warenaustausch mit anderen Siedlungen, war integraler Bestandteil der Ökonomie. Die Datierung von Holzkohleresten erbrachte die Jahreszahlen 1453 (±150 Jahre) und 1113 (±50 Jahre). Nach derzeitigem Stand der Forschung kann man daher eine Initialbesiedlung der Austral-Inseln im frühen 2. Jahrtausend n. Chr. annehmen.
Nach anfänglicher Besiedlung küstennaher Höhlen und Felsüberhänge entwickelte sich schnell eine stratifizierte Stammesgesellschaft in strandnahen Siedlungen. Die Siedlungsstruktur spiegelte die Gesellschaftsordnung wider. Es gab streng voneinander getrennte, aus vergänglichen Materialien errichtete Wohnhäuser für die Aristokratie, die Priester, den Mittelstand (Handwerker, Künstler), Krieger, adoleszente Jungen und pubertierende Mädchen. Wegen zunehmender Stammeskriege wurden die Strandsiedlungen aufgegeben, wahrscheinlich im 17. oder 18. Jahrhundert. Die Bewohner zogen sich auf stark befestigte Höhensiedlungen ins Landesinnere zurück, vergleichbar den Pā Neuseelands. Auf der Insel Rapa zum Beispiel sind 15 derartige Hügelfestungen nachgewiesen. Die Norwegische Archäologische Expedition zur Osterinsel und in den Ostpazifik von 1956 unter der Leitung von Thor Heyerdahl ermittelte für eine befestigte Siedlung auf dem Hügel Morongo Uta auf Rapa ein Alter von 200 bis 300 Jahren und datierte den Hatututi Festungskomplex auf Raivavae auf 1700 n. Chr. (±200 Jahre) Die zahlreichen Kriege und wohl auch der Raubbau an den natürlichen Ressourcen dürften die Bevölkerung bereits vor Eintreffen der Europäer drastisch reduziert haben.
Als erste der Austral-Inseln wurde 1769 Rurutu für Europa entdeckt. James Cook erreichte die Insel, er nannte sie Ohetiroa, während seiner ersten Reise in den Pazifik am 14. August 1769. Nachdem die Endeavour die Nacht vor der Insel gankert hatte, ließ Cook am folgenden Tag die Pinasse unter dem Kommando von Leutnant Gore ausbringen. Im Boot befand sich auch der Naturforscher Joseph Banks. Am Ufer lief eine große Zahl von bewaffneten Kriegern umher. Da Cook befohlen hatte, jedes Risiko zu vermeiden, kehrte die Pinasse wieder zum Schiff zurück, ohne eine Landung versucht zu haben.
Der Spanier Tomás de Gayangos erreichte als erster Europäer die Insel Raivavae am 5. Februar 1775 mit den Schiffen Aguila und Jupiter im Zuge einer von Manuel d’Amat i de Junyent initiierten Expedition nach Tahiti. Am Folgetag ließ Gayangos ein Boot mit Leutnant Benarcosi und zwei Übersetzern aus Tahiti ausbringen, sie wurden jedoch von mehreren Kriegskanus an der Landung in der Mahanatoa-Bucht gehindert.:454
James Cook entdeckte die Insel Tubuai im März 1777 während seiner dritten Reise, betrat die Insel aber auch dieses Mal nicht. Sein Bericht war Fletcher Christian, dem Anführer der Bounty-Meuterer, bekannt. Nach der Meuterei auf der Bounty am 28. April 1789 vor Tofua steuerte das Schiff zunächst Tubuai an, hielt sich dort aber nur eine Woche auf, um sodann nach Tahiti weiterzusegeln. Mit Vorräten versehen und mit mehreren tahitischen Frauen kehrten die Meuterer nach Tubuai zurück, um sich dort niederzulassen. Interne Streitigkeiten und blutige Auseinandersetzungen mit den Insulanern, bei denen 66 Tubuaianer getötet wurden, führten aber dazu, dass die Bounty schon drei Monate später wieder abfuhr.
Rapa Iti wurde 1791 von George Vancouver, Marotiri 1800 von George Bass, Rimatara 1811 von dem britisch-tahitischen Sandelholzhändler Samuel Pinder Henry und das Atoll Maria 1824 schließlich von dem Walfangkapitän George Washington Gardner aus Nantucket für die westliche Hemisphäre entdeckt.
Nachdem die Pomaré-Dynastie mit britischer Unterstützung ihren Einfluss auf Tahiti gefestigt hatte und Pomaré II. 1819 zum König gekrönt worden war, entschied er, seinen Einflussbereich auch auf die Austral-Inseln auszudehnen. Die amerikanische Brigg Arab von Kapitän Lewis brachte im Oktober 1819 den König, dessen Hofstaat und mehrere Missionare der London Missionary Society (LMS) zu den Austral-Inseln. Lewis wurde mit Sandelholz von Raivavae entlohnt. Als die Arab Raivavae erreichte, befanden sich die Clans in einem ihrer üblichen Stammeskriege. Pomaré gelang es, zwischen den verfeindeten Parteien zu vermitteln und den Konflikt diplomatisch zu lösen. Er hinterließ einen seiner tahitischen Häuptlinge als Statthalter, der die Basis für die ein Jahr später von Moorea nachfolgenden protestantischen Missionare der LMS bereitete.:453 Die Bekehrung zum Christentum verlief friedlich, da die Häuptlinge die neue Religion schnell und ohne Widerstand assimilierten. Die Christianisierung beendete zwar die Stammeskriege, hatte jedoch entscheidende Veränderungen in der stratifizierten Stammesgesellschaft zur Folge. Die Allmacht der Stammesführer wurde gebrochen. Die Austral-Inseln blieben zunächst unter der Hegemonie Tahitis.
1862 begann ein zwei Jahre dauernder Raubzug sogenannter „Blackbirders“, die mehr als 3500 Einwohner der südpazifischen Inseln als versklavte Arbeitskräfte nach Peru und Chile verschleppten. Im Dezember 1862 ankerte eine Flotte von fünf Schiffen in der Ahurei-Bucht von Rapa. Eine starke Gruppe von Bewaffneten wurde an Land gesetzt, um mit Gewalt Arbeitskräfte einzufangen. Doch die Bewohner zogen sich in die Bergfestungen zurück und die Blackbirders mussten unverrichteter Dinge abziehen. Einige Tage später traf der chilenische Schoner Cora auf Rapa ein. Dreizehn Häuptlinge versammelten sich und beschlossen, Schiff und Mannschaft zu kapern und den französischen Behörden auf Tahiti auszuliefern. Eine Gruppe von Kriegern schlich sich an Bord der Cora und sperrte den Kapitän ein. Die Mannschaft ergab sich widerstandslos. Fünf Matrosen entschlossen sich, als Gäste auf der Insel zu bleiben. Ein späterer Versuch der Bark Misti, Arbeitskräfte einzufangen, wurde aufgegeben, als der Kapitän vom Schicksal der Cora erfuhr.
Königin Pomaré IV. von Tahiti übertrug Teile ihrer Souveränität an Frankreich. Als Folge erklärte Frankreich 1874 förmlich das Protektorat über Tubuai und 1876 über Raivavae. Mit dem Ende der Pomaré-Dynastie – der letzte König von Tahiti war Pomaré V. – wurden die Inseln 1880 annektiert und französische Kolonie. Eine Ausnahme bildeten zwei kleine Inseln, die die Kolonialmächte Frankreich und Großbritannien offenbar übersehen hatten. Rurutu unter König Teuruarii IV. und Rimatara unter Königin Tamaeva IV. blieben zunächst unabhängige Königreiche. Nach einem Austausch diplomatischer Noten und nachdem Großbritannien kein Interesse an den Inseln bekundet hatte, unterstellten sich Rurutu am 27. März 1889 und Rimatara am 29. März 1889 dem französischen Protektorat. Die endgültige Annexion erfolgte 1900, Rimatara und Rurutu wurden ebenfalls französische Kolonie.

## Politik und Verwaltung
Politisch gehören die Austral-Inseln heute zum französischen Überseeland (Pays d'outre-mer – POM) Französisch-Polynesien und sind mit der EU assoziiert. Die Verwaltung erfolgt durch eine Unterabteilung (Subdivision administrative des Îles Australes) des Hochkommissariats von Französisch-Polynesien (Haut-commissariat de la République en Polynésie française) in Papeete auf der Insel Tahiti.
Der Archipel gliedert sich politisch in 5 Gemeinden (Communes des Îles Australes), die sich selbst verwalten:
| Lage | Gemeinde | Bemerkung                                                                | Fläche km² | Einwohner |
| ---- | -------- | ------------------------------------------------------------------------ | ---------- | --------- |
|      | Tubuai   | mit den Teilgemeinden (Communes associées) Mataura, Taahueia und Mahu    | 45         | 2.170     |
|      | Rurutu   | mit den Teilgemeinden Moerai, Hauti und Avera                            | 29         | 2.322     |
|      | Raivavae | mit den Teilgemeinden Anatonu, Rairua-Mahanatoa und Vaiuru               | 16         | 940       |
|      | Rimatara | mit den Teilgemeinden Mutuaura (einschl. Îlots Maria), Amaru und Anapoto | 8,6        | 873       |
|      | Rapa     | (einschl. Marotiri oder Bass Rocks)                                      | 40         | 515       |

Flagge

Amtssprache ist Französisch. Im Alltag wird häufig – jedoch mit ständig abnehmender Tendenz – noch Austral gesprochen, das zu den Polynesischen Sprachen gehört.
Währung ist (noch) der an den Euro gebundene CFP-Franc. Der Verwaltungshaushalt der Austral-Inseln wird wesentlich mit Mitteln aus Frankreich und der EU bestritten. Zeitzone ist UTC −10.
Die 6.820 Einwohner (Volkszählung 2012) wohnen überwiegend in kleinen Dörfern, große Städte gibt es auf den Austral-Inseln nicht. Im Gegensatz zu anderen Regionen Polynesiens sinkt die Bevölkerung der Austral-Inseln seit Mitte der 1990er Jahre. Ursache ist die hohe Abwanderung junger Menschen von dem isoliert gelegenen Archipel in andere Teile Polynesiens oder nach Frankreich wegen der besseren beruflichen Perspektiven.

## Wirtschaft
Die Bewohner der Austral-Inseln leben überwiegend von der Subsistenzwirtschaft. Die sehr fruchtbaren Böden und das feucht-warme Klima ermöglichen den Anbau von Gemüse, Knollen (Taro und Yams) sowie tropischen und subtropischen Früchten. Die Produkte werden überwiegend selbst verbraucht, die geringen Überschüsse nach Tahiti exportiert. Daneben wird Fischerei und Viehzucht (Hühner und Schweine) für den Eigenbedarf betrieben. Für den Export werden etwas Kopra, Kaffee in geringer Menge (Raivavae und Rurutu) sowie Vanille (Rurutu) angebaut.
Der Tourismus hat die Inseln bisher kaum berührt, die touristische Infrastruktur ist noch unterentwickelt. Die Inseln sind mit dem regelmäßig von Tahiti verkehrenden Versorgungsschiff und mit dem Kleinflugzeug vom Flughafen Tahiti-Faa'a erreichbar. Flugplätze gibt es auf Rurutu, Tubuai, Raivavae und Rimatara.